# 펠리시아노 리비야
펠리시아노 무뇨스 리비야(스페인어: Feliciano Muñoz Rivilla; 1936년 8월 21일, 카스티야 이 레온 지방 아빌라 ~ 2017년 11월 6일, 마드리드 지방 마드리드)는 스페인의 전 축구 선수로, 현역 시절 우측 수비수로 활약하였다.
그는 성인 무대에서 16년을 활약하였는데, 이 중 대부분을 아틀레티코 마드리드에서 활약하였는데, 총 356번의 경기에 출전해 7골을 기록했다. 그는 아틀레티코 마드리드 소속으로 4차례 주요 대회 우승을 경험했는데, 이 중 1965-66 시즌 라 리가에서 정상을 차지한 것이 대표적인 예이다.
1960년대 스페인 국가대표팀의 일원으로 활약한 리비야는 자국을 대표로 2번의 FIFA 월드컵과 1964년 유러피언 네이션스컵에 참가하였고, 후자의 대회에서는 우승을 차지했다.

## 클럽 경력
리비야는 카스티야 이 레온 지방 아빌라 출신으로, 인근 아빌라에서 축구를 시작하여 17세의 나이로 세군다 디비시온에 속해 있는 무르시아로 이적하였다. 1953-54 시즌이 끝나고, 그는 라 리가의 아틀레티코 마드리드로 이적하였는데, 초반 중 3년을 마드리드 지방 연고의 2부 리그 구단들인 플루스 울트라와 라요 바예카노로 이적하여 주로 측면 미드필더로 활약하였다.
리비야는 1958년 9월 21일, 2-4로 패한 발렌시아와의 원정 경기에서 아틀레티코 마드리드 소속으로 첫 1부 리그 경기를 치렀다. 이듬해 2월 1일, 그는 3-3으로 비긴 세비야 원정에서 자신의 첫 리그 득점을 신고하였다.
우측 수비수로 재전향 한 후, 리비야는 매트리스 제작 부대의 붙박이 주전으로 몇 년을 활약했는데, 특히 코파 델 헤네랄리시모 2번의 우승과 1965-66 시즌 리그 우승에 큰 활약을 하였으며, 이 중 라 리가 정상에 오른 시즌에는 24번의 경기를 뛰어 1골을 기록했다. 더 나아가서, 그는 1961-62 시즌에 UEFA 컵위너스컵의 우승을 차지한 주역으로, 9번의 경기에 출전하였다.
1969년 9월, 그는 자신의 헌정 경기에서 산투스의 펠레를 초청하였고, 1년 후 32세의 나이로 은퇴한 후, 리비야는 자택에서 아틀레티코 퇴역 선수 협회 관련 업무를 맡고 있다.

## 국가대표팀 경력
리비야는 스페인 국가대표팀에서 5년 동안 활약하면서 26경기에 출전하였고, 그가 출전한 첫 국가대표팀 경기는 1960년 7월 10일, 3-1로 이긴 페루와의 원정 친선경기였다. 그는 1962년 FIFA 월드컵에도 참가했는데, 발 골절로 인해 한 경기 출전에 그쳤지만, 안방에서 열린 1964년 유러피언 네이션스컵에서 주전 자격에 따라 선발로 출전하였다.
리비야는 잉글랜드가 개최한 1966년 FIFA 월드컵 최종 명단에 이름을 올렸지만 한 번도 출전하지 못하였다. 그는 1959년, 이탈리아를 상대로 한 스페인 U-21 국가대표팀의 사상 첫 경기에 출전하였다.

## 최후와 사생활
리비야는 2017년 11월 6일에 마드리드에서 81세에 영면에 들었다.
그의 손자 알바로 무뇨스는 프로 농구에서 활약한 적이 있다.

## 수상

### 클럽
아틀레티코 마드리드
- 라 리가: 1965–66
- 코파 델 헤네랄리시모: 1959–60, 1960–61, 1964–65
- UEFA 컵위너스컵: 1961–62

### 국가대표팀
스페인
- UEFA 유럽 축구 선수권 대회: 1964

### 개인
- 트로페오 파트리시오 아라볼라사: 1961